# Società interamericana della stampa
La Società interamericana della stampa (in inglese, Inter American Press Association, IAPA; in spagnolo, Sociedad Interamericana de Prensa, SIP; in portoghese, Sociedade Interamericana de Imprensa) è un gruppo di difesa degli interessi e dei diritti dei giornalisti nelle Americhe.
Fondata nel 1943, rappresenta oltre 1.300 quotidiani e riviste americani. Gli obbiettivi dell'associazione sono: difendere la libertà di stampa; proteggere gli interessi della stampa nelle Americhe; promuovere il giornalismo professionale e responsabile; incoraggiare il raggiungimento di standard alti di professionalità e condotta.

## Presidenti
- 1950–1951 –  Alfredo Silva Carvallo
- 1951–1952 –  Luis Franzini
- 1952–1953 –  John Shively Knight
- 1956–1957 –  Manoel Francisco do Nascimento Brito[1]
- 1961–1962 –  Andrew Heiskell
- 1965–1966 –  Jack R. Howard
- 1966–1967 –  Lee Hills[2]
- 1968–1969 –  Agustín Edwards Eastman
- 1968–1969 –  James S. Copley
- 1970–1971 –  Manoel Francisco do Nascimento Brito
- 1971–1973 –  Robert U. Brown
- 1974–1975 –  Julio de Mesquita Filho
- 1977–1978 –  Lee Hills[2]
- 1981–1982 –  Charles Scripps
- 1988–1989 –  Manuel J. Jiménez
- 1991–1992 –  James B. McClatchy
- 2000–2001 –  Danilo Arbilla
- 2001–2002 –  Robert J. Cox
- 2002–2003 –  Andrés García Gamboa
- 2003–2004 –  Jack Fuller
- 2004–2005 –  Alejandro Miró Quesada
- 2005 –  Scott C. Schurz
- 2005–2006 –  Diana Daniels
- 2006–2007 –  Rafael Molina Morillo
- 2007–2008 –  Earl Maucker
- 2011–2012 –  Milton Coleman